# Ян Нелкен
Ген. д-р Ян Владѝслав Нѐлкен (на полски: Jan Władysław Nelken) е полски лекар психиатър и бригаден генерал. Член на Полската социалистическа партия.

## Биография
Нелкен е роден в семейството на Едвард Нелкен и Евгения (с родова фамилия Фелш). Жени се за Ирена Борковска, с която имат две деца: дъщеря Анна и син Ян.
През 1896 г., след като завършва гимназия във Варшава, започва да учи в Медицинския факултет на Варшавския университет. Изгонен от университета на Варшава за разпространяване на социалистически идеи, той отива в Казан, където през 1902 г. получава медицинското си образование. След завръщането си във Варшава той започва да практикува като психиатър и развива политическа дейност в полската социалистическа партия. Многократно арестуван и хвърлен в затвора. През 1909 г. той получава докторска степен в областта на медицината. През 1911 г. участва на конгреса на Международната психоаналитична асоциация.
Убит през април 1940 г. при Катин от НКВД. Съпругата и дъщеря му загиват по време на Варшавското въстание четири години по-късно.
С указ на президента Лех Качински на 5 октомври 2007 г. посмъртно е повишен във военно звание бригаден генерал.